# Упир
Упи́р (опи́р) — міфологічна або фольклорна істота в слов'янських віруваннях, яка живиться людською (як варіант — тваринною) кров'ю. Часто є мерцем, котрий повстає з могили, щоб пити кров живих. Прообраз вампірів сучасної масової культури.

## Етимологія
Етимологія слова не до кінця зрозуміла. Навіть з праформою слова є неясності (ǫpirь?, ǫpуrь?, ǫpěrь?). Початковий звук ǫ — носове а, як вважається, в більшості слов'янських мов перетворився в [u] ([у]) (рос. упырь, укр. упир, біл. упір, чеськ. upír; з сх.-слов. мов — старопольске upir і сучас. пол. upiór), а в деяких зберігся, отримавши перед собою протетичне [в] (ст.-болг. вѫмпырь, пізніше вѫпиръ, въпиръ, ст.-польск. wąpierz).
Александр Брюкнер пов'язував його з *ępir — «надутий», «розбухлий» або «нездатний літати». Володимир Даль вбачав у назві упиря первісне значення «упертий, упертюх». За версією Миколи Шанського, первісно «упир» означало «літун», далі — «сова, кажан» (на якого упир нібито перетворюється вночі).
Деякі сучасні лінгвісти пов'язують його з дієсловом «випивати», «упиватися» на основі слов'янського *piti, що вказує на здатність упиря випивати життєву силу та її втілення — кров, або муки від спраги чи наповненість душі більшою енергією, ніж у інших людей. Згідно з іншою версією, назва утворена від *pyr- — «вогонь, жар», і стосується того факту, що мрець не був спалений. Або від *per- — «літати», де префікс ǫ- чи u- означає заперечення, тобто, упир це той, хто «не здатний літати» чи «той, хто вилітає, вилазить знизу». Є версія про походження слова від *pěr- — «втикати, вганяти» чи про зв'язки з тюркськими мовами (татарське убирь — «відьма»).

## Писемні згадки про упирів
Першу писемну згадку слова упир церковнослов'янською мовою зазвичай відносять до 1047 року. Це колофон (рукопис) Книг пророків написаний священиком, який переписав кирилицею книгу, яка була написана глаголицею для новгородського князя Володимира Ярославича. Автор підписався «попъ Оупирь Лихый». Шведський філолог-славіст Андерс Штойберґ проте вважав, що ім'я не має стосунку до упирів, а походить від скандинавського імені Упір, яке в свою чергу утворилося від «кричати».
У XV ст. в Новгородській землі зафіксовано топоніми: Упиреве, Упирі, Марій Упир. У Польщі похідними від слова «упир» можуть бути назви населених пунктів Вомпєрськ, Вомпєльськ. У Білорусі є село Упиревичі.

## Образ і заняття

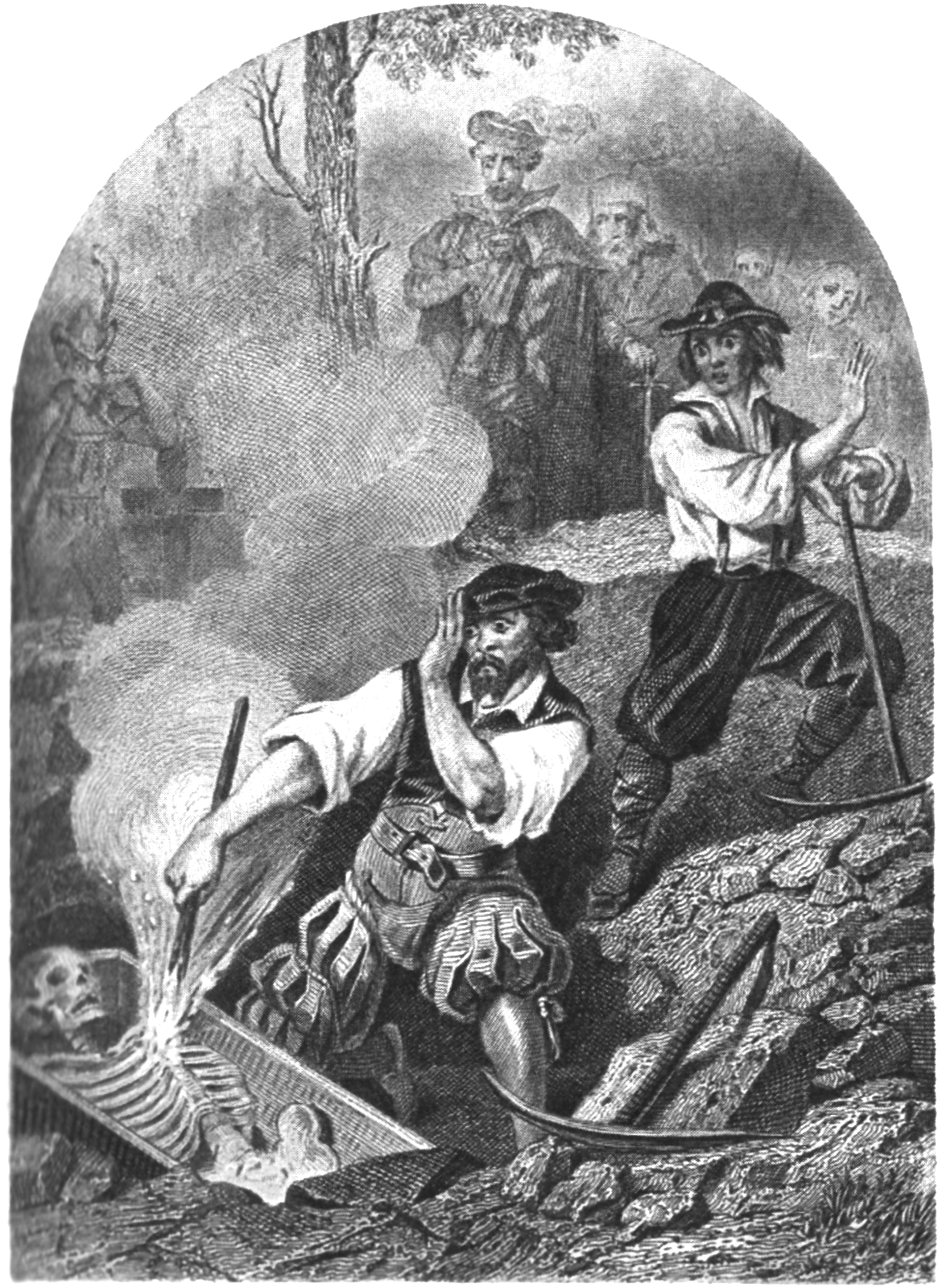
Мертвого упиря вбивають кілком. Літографія 1851 року

### Загальні риси
Вірування в упирів були поширені здебільшого на півдні Русі, на території сучасної України. Проте подібні персонажі присутні також у татарській та башкирській міфологіях (убир), в кримських татар, гагаузів (обур), марійців (вувер), чувашів (вубар), удмуртів (убир), комі (упир). Схожі істоти з вірувань середньовічної Європи в цілому об'єднуються під назвою вампірів.
Здебільшого упирі постають у народних віруваннях як мерці, що виходять вночі з могили. Їхні головні заняття — пити кров живих, спричиняти хвороби, падіж худоби. Зранку, після третього крику півнів, упирі повертаються в могилу.
Поширене вірування, що упирями, як і іншою нечистою силою, стають люди, народжені в особливий несприятливий час. Наприклад, опівночі чи за повного Місяця. Нерідко поява упирів пояснювалася стосунками жінок із чортами. Інші версії появи, що упирями стають після смерті чаклуни, єретики, нехрещені діти, самогубці. А також ті, хто померли насильницькою смертю або чий труп осквернила тварина.
Часто вірили, що упирі мають дві душі, і коли «чиста» душа покидає тіло, «нечиста» лишається на землі й живе в могилі, в заростях, під водою, в глушині.
Щоб знищити упиря, його тіло треба проткнути осиковим кілком або спалити.

### В українських віруваннях
В українських віруваннях образ упиря найбільш різноманітний у Карпатському регіоні. Там він постає як повсталий мрець, який п'є кров у людей, відбирає молоко в корів, уночі заподіює шкоду людям, передбачає майбутнє. Лише в Карпатах відомі упирі-жінки, так звані опириці, що викрадали молоко, чим близькі до відьом. У гуцулів зафіксовано перекази про упиря «місячника», котрий змінює свою стать щомісяця.
Упиря можна впізнати за червоним обличчям або за хвостиком, який має чотири волосини. Упирями люди можуть народитися, а можуть стати. На українських теренах побутувало уявлення, що упир може народитися від стосунків відьми та чорта, чи відьми й вовкулаки. На Поділлі, Київщині та Полтавщині вірили, що упирем має шанс стати перша дитина в родині. Тоді він вважався «добрим». До семи років така дитина не ходить і не говорить, але здатна бачити відьом, розвіювати їхні чари та боротися з мертвими упирями. На Прикарпатті побутувало вірування, що упирями стають після смерті відьми, а на Слобожанщині відомий вислів «відьмач-упир», тобто відьмаки та упирі ототожнювалися. Створити упиря можна було, якщо помазати дитину кров'ю чоловіка, що ліг спати, не помолившись. При цьому самі упирі безплідні, бо мають не такі статеві органи, як у звичайних людей.
Уночі мертві упирі виходять із могили та шукають жертву, часто це рідні чи колишні кохані люди, сусіди. Також упир може напасти на чоловіка, який чхне, а йому не скажуть «на здоров'я!». Упирі мають силу перетворитися на пса, кота, хлопчика, кущ бузини, причому один упир здатен одночасно постати як дві істоти. Крім пиття крові, упир здатен у подобі пса застрибнути на людину та змусити нести себе. Буває, упир приходить до жінки та щось запитує, щоб після відповіді випити її кров. Тому радили якомога затягувати відповідь, поки не заспіває півень.
Упирі мають дві душі, тому коли одна покидає тіло, упир все одно продовжує ходити по землі. Часом вказується, що посмертне існування упиря триває 7 років. Він має особливу ґулю з отвором десь на тілі, крізь яку душа потім виходить.
Коли упир помирає, настає злива. У труні він скидає з себе покривало, може лежати долілиць, навіть курити там люльку та підглядати з могили за живими. На Прикарпатті вірили, що відьми та упирі злітаються до церкви на заутреню.
Упирі, буває, влаштовують веселощі, ходять з музикою, танцюють і плескають у долоні, проте побачити такі розваги може тільки та людина, що вийде на межу опівночі. Вважалося, що позбутися упиря можна, обнісши його тричі навколо села, або забивши йому кілок у голову чи груди. Іван Франко описував випадок у селі Нагуєвичі в 1830-і, коли упирів, нібито винних у епідемії холери, намагалися розпізнати поміж людей, протягуючи їх крізь вогонь. Якщо ж упир не шкодив живим, а просто ходив уночі, то достатньо було ввіткнути кілок йому в могилу.
Упирями вважали деяких історичних осіб. Наприклад, генерального обозного Василя Борковського вважали упирем, тому пробили осиковим кілком. Надалі ця подія була зображена на стіні Троїцького собору в Чернігові.

### У польських віруваннях
У Польщі вірили, що упирі народжуються з зубами, двома серцями та двома душами. Схожу істоту також називали стригою.

## Трактування образу
Український етнограф, фольклорист Петро Іванов писав, що спершу упирі вважалися просто духами померлих, чиї наміри не обов'язково лихі. Віктор Петров пояснював появу вірувань в упирів балканськими впливами.
Російський історик Борис Рибаков вбачав у упирях найдавніший пласт слов'янських вірувань, де упирі постають як злі духи, а берегині — як добрі.
Американський філолог Ян Перковський стверджував, що виникнення образу упиря пов'язане з переходом від спалення трупів до їх поховання. У часи співіснування християнства та залишків язичництва, серед східних і південних слов'ян поширилися ідентичні західноєвропейським уявлення про мерців, які виходять із могил. На думку Перковського, центром появи вірувань в упирів була Фракія.

## У мистецтві
Образ упиря зустрічається в українській художній літературі, зокрема в творах Івана Котляревського, Івана Франка, Михайла Коцюбинського, Лесі Українки та ін.
Повість «Упир» (1841) Олексія Толстого описує зустріч з кровопивцею так, щоб читачі самі вирішили — була це реальність чи вигадка. В оповіданні «Упир» (1861, з підзаголовком «Український переказ») Володимира Даля упир постає як красень-спокусник, через якого гине родина закоханої в нього дівчини.
Фільм «Упир» (1967) — екранізація повісті Толстого, один з перших польських фільмів жахів, та «Упир» (1997) — російський кримінальний фільм жахів про мисливця на упирів.